# Wapen van Niel

Het wapen van Niel

Het wapen van Niel is het heraldisch wapen van de Antwerpse gemeente Niel. Het wapen werd op 28 juni 1877, per koninklijk besluit aan de gemeente toegekend. Nadien is het wapen een keer herbevestigd.

## Blazoeneringen
De blazoenering van het eerste wapen luidt als volgt:
D'or aux trois pals de gueules. L'écu sommé de la lettre N.
Het wapen is goudkleurig met daarop drie rode, verticale banen. Bovenop het wapen staat niet een kroon, maar een goudkleurig letter N.
Tweede wapen
In goud drie palen van keel. Het schild overtopt met een gotische letter n van goud.
Het wapen is onveranderd en daardoor gelijk aan het wapen uit 1877. Het enige wat aangepast is, is de beschrijving, waardoor de letter nu duidelijk een gotische letter N is.

## Geschiedenis
In de 14e eeuw kreeg Niel een eigen schepenbank. Op het zegel van de schepenbank stond het wapen van de familie Berthout. Aan dit zegel werd echter wel een N toegevoegd. De N werd vermoedelijk toegevoegd om het zegel/wapen van dat van naburige parochies, die eveneens het wapen van Berthout voerden, te kunnen onderscheiden. Tot 1428 behoorde Niel tot het land van Mechelen. In dat jaar liet Jan van Arkel, een nazaat van de familie Berthout, het land na aan Jan van Wezemaal. Van Wezemaal liet het land later na aan Karel de Stoute. Hierna verviel het gebied aan verschillende families en opvolgers. Het zegel werd in ongewijzigde vorm vanaf het eerste zegel, tot het einde van het ancien régime gevoerd. Het op 28 juni 1877 toegekende wapen werd op 13 oktober 1994 bevestigd en kreeg een moderne, Nederlandstalige blazoenering.

## Vergelijkbare wapens
Het wapen is op historische gronden te vergelijken met de volgende wapens:

Het wapen van de familie Berthout
Het wapen van Geel
Het wapen van Aartselaar
Het wapen van Laakdal
Het wapen van Retie
Het wapen van Schelle